# Катаріна Іштокова
Катаріна Іштокова (словац. Katarína Ištóková; нар. 12 липня 1986, Ружомберок, Чехословаччина) — словацька футболістка, півзахисниця. Виступала за національну збірну Словаччини.

## Клубна кар'єра
На юнацькому та молодіжному рівні виступав за ПВФА (Братислава), «Слован Душло» (Шаля), а в сезоні 2005/06 років — в «Уніоні» (Нове Замки).
У 2006 році перейшла з молодіжної команди «Уніон» (Нове Замки) та перейшла до «Слован» (Братислава), де й розпочала професіональну кар'єру.
Після чотирьох з половиною років у братиславському клубі, навесні 2011 року підписала контракт з осіннім чемпіоном Польщі 2011 року «Унія» (Ратибор). У квітні 2013 року повернулася до Словаччини й підписала контракт з «Леді Тім» (Братислава) до завершення сезону. 23 серпня 2013 року покинула «Леді Тім» (Братислава) й підписала контракт з «Поводою».

## Кар'єра в збірній
З 2009 року виступає за національну збірну Словаччини, у футболці якої провела 4 матчі.